# حسين همداني
حسين همداني ((بالفارسية: حسین همدانی)؛ 1 يناير 1955 – 8 أكتوبر 2015) قائد سابق للحرس الثوري الإيراني. شارك في حرب العراق وإيران عام 1980، ينتمي إلى الحرس الثوري منذ عام 1970. عمل مساعداً للجنرال حسين طائب في قوات التعبئة (الباسيج) حين اندلعت إحتجاجات الإنتخابات الإيرانية في 2009 في عملية قمع المحتجين على نتائجها. أُدرج اسم همداني في قائمة العقوبات الدولية على إيران منذ 14 أبريل 2011.

## الحرب الأهلية السورية
برز اسمه بقوة بعد الحرب الأهلية السورية حيث اتهم بأنه العقل المدبر لإيران في دعم الحكومة السورية.

## وفاته

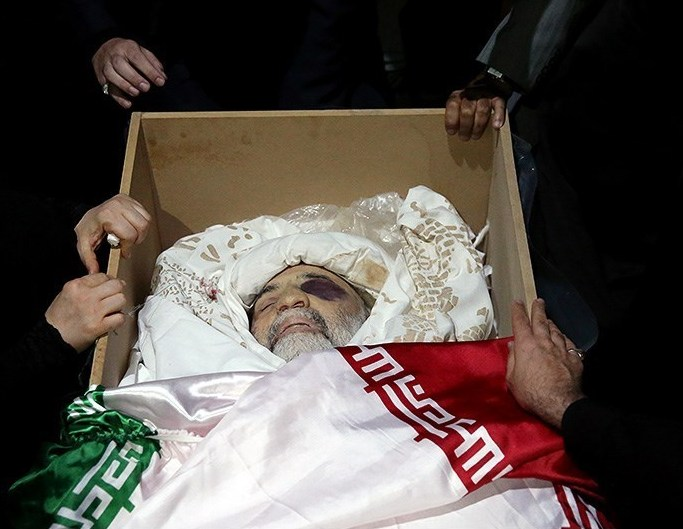
جثمان حسين همداني في معراج الشهداء بطهران

قتل الهمداني يوم الخميس 8 أكتوبر 2015 في إحدى ضواحي حلب.